# 謝斯·洛迪古斯
謝斯·洛迪古斯·雷斯（Jesé Rodríguez Ruiz，1993年02月26日—），通常被稱為謝斯·洛迪古斯（Jesé Rodríguez）或謝斯（Jesé，西班牙語發音：[xeˈse]），是西班牙男子職業足球員，场上司職翼鋒，曾效力于皇馬等多家豪门，現效力於馬來西亞超級足球聯賽球隊柔佛DT。
謝斯為皇家馬德里的青訓球員，他於2011年首次為皇家馬德里上陣，效力期間他為球隊上陣94次，攻入18球，並獲得2個欧洲冠军联赛冠軍、1次西甲冠軍、1次西班牙國王盃和1次国际足联俱乐部世界杯。2016年，他轉會至法甲的巴黎聖日耳門，但加盟半季即被外借至西甲的拉斯彭馬斯。
在國家隊方面，謝斯曾為各階西班牙青年國家隊上陣36次，攻入16球。2012年，他跟隨西班牙U21贏得2012年歐洲U-19足球錦標賽冠軍，並成為該屆賽事的神射手。

## 球會生涯

### 皇家馬德里

#### 早期生涯
謝斯於西班牙加那利群島的拉斯帕尔马斯出生。2005年，他由皮拉爾（El Pilar）轉會至一間名為AD颶風（AD Huracán）的地方球會，開始其職業生涯。他於青年隊的表現出色，引起愛斯賓奴、馬略卡和等西甲球會的興趣，但他選擇於2007年加入皇家馬德里的青訓系統。2011年1月16日，謝斯在西班牙足球乙二级联赛對陣拉斯彭馬斯大學足球會時，首次代表皇家馬德里B隊上陣，在比賽中，他交出1個助攻予。外界把謝斯出色的表現和相比。謝斯2010-11賽季大部份時間都在青年隊進行比賽，其後憑着良好的表現獲晉升至皇家馬德里B隊。

### 巴黎聖日耳曼
2016年8月8日，謝斯加盟法國甲組足球聯賽球隊巴黎聖日耳門，簽約5年，轉會費2500萬歐元，合約亦設有防止巴黎聖日耳門售賣謝斯至巴塞隆拿的條款。8月13日，謝斯在聯賽作客巴斯蒂亞時，於第65分鐘後備入替，首次代表新東家上陣，最終球隊以1比0取勝。其後，他因闌尾炎而需缺陣一段短時間。復出後，他於11月19日對陣南特時，射入1球十二碼，協助球隊以2比0勝出。12月14日，謝斯在對陣里爾時，首次於法國聯賽盃上陣。他亦攻入球隊於比賽中的最後一個入球，協助球隊以3比1勝出。
可是，謝斯轉會後不能適應新環境，於年尾，他在9場聯賽比賽中，只是正選上陣1次。領隊艾瑪利認為他沒有足夠上陣時間，而且缺乏狀態，於是在冬季轉會窗開啟時把他外借至拉斯彭馬斯，助他找回狀態。
2020年12月6日，巴黎圣日耳曼宣布雙方通過協議終止合約。

#### 拉斯彭馬斯（外借）
2017年1月31日，謝斯在轉會窗最後一天外借加盟拉斯彭馬斯，直至賽季完結。球會主席米基爾·安祖·拉美利斯（Miguel Ángel Ramírez）表示球員接受了大幅減薪的條件才能加盟至家鄉球會。次日，球會在主場大加那利體育場舉行歡迎謝斯的儀式，有超過9000名球迷出席，他亦希望能盡力為球隊打進歐洲賽。2月6日，在聯賽對陣格蘭納達時，他於下半場後備入替比森特·葛梅斯，但球隊作客以1比0落敗。一星期後，他在聯賽對陣西維爾時首次正選上陣，但球隊以同樣比分落敗。
3月1日，拉斯彭馬斯在聯賽作客對陣皇家馬德里，謝斯自離開皇家馬德里後首次回歸。賽前，他認為前球會歡迎他回歸而感到自己欠下皇家馬德里很多，亦認為是自己十字韌帶的傷患導致他無法成為皇家馬德里的球星。同時，他亦為前領隊，認為他不會為自己做過的事後悔。謝斯於這場比賽中正選上陣，最終雙方以3比3言和。4日後，謝斯在聯賽對陣奧沙辛拿時梅開二度，協助球隊以5比2大勝，這場為謝斯加盟後首場勝仗。在前5場的聯賽，球隊皆無法取得勝利。最終，謝斯為拉斯彭馬斯上陣16場，攻入3球，球隊最終以第14名完成賽季。

## 国家队生涯
赫塞是一位前西班牙國家青年隊成員，曾在2009年至2014年期間代表16歲以下至21歲以下各個年齡段的國家隊。

## 生涯統計
截至2017年5月20日
| 球會               | 賽季        | 聯賽                 | 聯賽 | 聯賽 | 盃賽1 | 盃賽1 | 洲際比賽2 | 洲際比賽2 | 其他3 | 其他3 | 總計 | 總計 |
| 球會               | 賽季        | 聯賽                 | 出場 | 入球 | 出場  | 入球  | 出場      | 入球      | 出場  | 入球  | 出場 | 入球 |
| ------------------ | ----------- | -------------------- | ---- | ---- | ----- | ----- | --------- | --------- | ----- | ----- | ---- | ---- |
| 皇家馬德里B隊      | 2010-11賽季 | 西班牙足球乙二級聯賽 | 3    | 0    | —     | —     | —         | —         | —     | —     | 3    | 0    |
| 皇家馬德里B隊      | 2011-12賽季 | 西班牙足球乙二級聯賽 | 39   | 10   | —     | —     | —         | —         | —     | —     | 39   | 10   |
| 皇家馬德里B隊      | 2012-13賽季 | 西班牙足球乙級聯賽   | 38   | 22   | —     | —     | —         | —         | —     | —     | 38   | 22   |
| 皇家馬德里B隊      | 總計        | 總計                 | 80   | 32   | —     | —     | —         | —         | —     | —     | 80   | 32   |
| 皇家馬德里         | 2011-12賽季 | 西班牙甲組足球聯賽   | 1    | 0    | 1     | 0     | 0         | 0         | 0     | 0     | 2    | 0    |
| 皇家馬德里         | 2013-14賽季 | 西班牙甲組足球聯賽   | 18   | 5    | 8     | 3     | 5         | 0         | 0     | 0     | 31   | 8    |
| 皇家馬德里         | 2014-15賽季 | 西班牙甲組足球聯賽   | 16   | 3    | 3     | 1     | 3         | 0         | 1     | 0     | 23   | 4    |
| 皇家馬德里         | 2015-16賽季 | 西班牙甲組足球聯賽   | 28   | 5    | 1     | 0     | 9         | 1         | —     | —     | 38   | 6    |
| 皇家馬德里         | 總計        | 總計                 | 63   | 13   | 13    | 4     | 17        | 1         | 1     | 0     | 94   | 18   |
| 巴黎聖日耳門       | 2016-17賽季 | 法國甲組足球聯賽     | 9    | 1    | 1     | 1     | 4         | 0         | 0     | 0     | 14   | 2    |
| 拉斯彭馬斯（外借） | 2016-17賽季 | 西班牙甲組足球聯賽   | 16   | 3    | —     | —     | —         | —         | —     | —     | 16   | 3    |
| 生涯總計           | 生涯總計    | 生涯總計             | 168  | 49   | 14    | 5     | 21        | 1         | 1     | 0     | 204  | 55   |

1包括西班牙國王盃和法國聯賽盃的賽事

2包括的賽事。

3包括的賽事。

## 個人
謝斯的母親名為瑪莉工·雷斯（María Ruiz），他的父親帕斯夸爾·洛迪古斯（Pascual Rodríguez）為一名藥房員工。謝斯於14歲成為皇家馬德里的一員時，曾對父親承諾當他成為一名足球員後，會讓他從藥房退休，不用工作。當謝斯與皇家馬德里簽下首份職業合同後，父親放下藥房的工作。此外，謝斯於手背上的紋身是父母的名字。2014年，他更買下大加那利岛上的一間房子予父母。
2012年，謝斯在19歲時成為父親，兒子名為謝斯·祖利亞（Jesé Jr.），他與其母親同住於大加那利岛上。謝斯亦有把兒子的名字與出生日期紋在自己右手上。
除了足球員，謝斯亦是一位音樂家。他與好友DJ Nuno合組一隊名為「Big Flow」的西班牙式雷蓋樂隊，曾在影片分享網站YouTube上分享2首單曲。

## 榮譽

### 球會
皇家馬德里
- 西班牙甲組足球聯賽：2011-12賽季[35]
- 西班牙國王盃冠軍：2013-14賽季[36]
- 冠軍：2014年[37]、2016年[38]
- 冠軍：2014年[39]

 皇家馬德里B隊
- 西班牙足球乙二级联赛：2011-12賽季[40]

### 國家隊
西班牙 U21
- 歐洲U-19足球錦標賽：2012年（英语：2012 UEFA European Under-19 Championship）[41]

 西班牙 U17
- 歐洲U-17足球錦標賽亞軍：2007年（英语：2010 UEFA European Under-17 Championship）[42]

### 個人
- 歐洲U-19足球錦標賽神射手：2012年（英语：2012 UEFA European Under-19 Championship）[41]
- 西班牙足球乙級聯賽神射手：2013年[43]
- 國際足協U-20世界盃銅靴獎：2013年[44]

## 註解
1. ↑  請注意「謝斯」、「洛迪古斯」、「雷斯」皆與原文發音不符。

## 外部連結
- 謝斯·洛迪古斯－UEFA國際賽競賽紀錄（英文）
- 謝斯·洛迪古斯（页面存档备份，存于）於皇家馬德里官方網站上的球員簡歷 （英文）
- BDFutbol 謝斯·洛迪古斯（页面存档备份，存于）於BD FUTBOL官方網站上的球員簡歷 （英文）